# 波兰 (意大利)
波兰（法語：Pollein，法語發音：[pɔlɛ̃]）是意大利瓦莱达奥斯塔大区的一个市镇。总面积15平方公里，人口1515人，人口密度101.0人/平方公里（2009年）。ISTAT代码为007049。